# مايكل ستيفينز
مايكل فرانسيس ستيفينز (بالإنجليزية: Michael Francis Stephens)‏ (مواليد 3 أبريل 1989 ب‍هينديل في الولايات المتحدة - ) هو لاعب كرة قدم أمريكي يلعب في مركز الوسط. شارك مع منتخب الولايات المتحدة تحت 20 سنة لكرة القدم ومنتخب الولايات المتحدة تحت 23 سنة لكرة القدم. أما مع النوادي، فقد لعب مع شيكاغو فاير ولوس أنجلوس غلاكسي ونادي ستابك وChicago Fire U-23 ‏.

## وصلات خارجية
- مايكل ستيفينز على موقع الدوري الأمريكي (الإنجليزية)
- مايكل ستيفينز على موقع قاعدة بيانات كرة القدم.إي يو (الإنجليزية)
- مايكل ستيفينز على موقع Soccerbase.com (لاعب) (الإنجليزية)
- مايكل ستيفينز على موقع Soccerway.com (الإنجليزية)
- مايكل ستيفينز على موقع عالم كرة القدم.نت (الإنجليزية)
- مايكل ستيفينز على موقع AS.com (الإسبانية)